# 文嬴

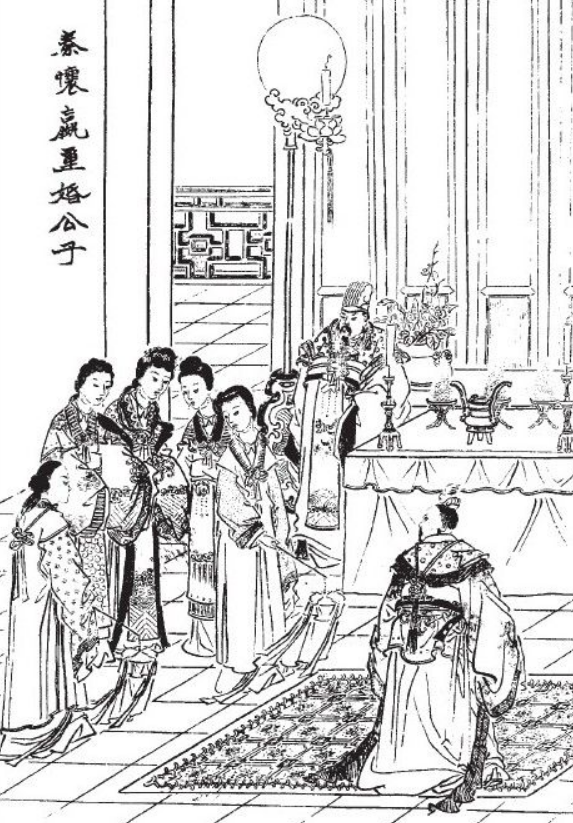
小说《东周列国志》插画：秦怀嬴重婚公子

文嬴（？—？），秦穆公之女，與其他四女嫁給晉文公，為五女之首。晋文公死后，晋襄公继位，秦晋之间发生了崤之战，秦战败，秦将孟明视、白乙丙、西乞术被俘。文嬴以母亲的身分说服晋襄公释放三将归秦。晋将先轸闻讯，气得将唾沫吐在晋襄公脸上，后自认为对主君不敬，在对白狄作战时脱下盔甲冲阵而死。